# سیارک ۴۵۹۰
سیارک ۴۵۹۰ (به انگلیسی: 4590 Dimashchegolev، نامگذاری:1968OG1) چهار هزار و پانصد و نودمین سیارک کشف شده‌است که در ۲۵ ژوئیه ۱۹۶۸ کشف شد.
قدر مطلق سیارک برابر ۱۳٫۱۰ است.